# 制麻奴㐌難
制麻奴㐌難（越南语：／，？—1407年），越南陈朝、胡朝将领。
制麻奴㐌難是占城国王制蓬莪之子，其早年事迹不详。1389年，制蓬莪北上侵略陈朝时阵亡，此后，占城将军罗皑篡夺王位。制麻奴㐌難担心生命受到威胁，便与弟弟制山拏一起投奔了陈朝。陈朝封制麻奴㐌難为校正侯，封制山拏为亚侯。1400年，胡季犛篡位，建立胡朝，明朝与胡朝关系变得紧张。1402年，占城国王占巴的赖多次骚扰边境，清华安抚使阮景真利用他牵制占巴的赖。
1406年，明朝军队南下入侵胡朝，制麻奴㐌難与黄晦卿一起勤王，被胡季犛封为清华郡王。胡朝为明朝所灭，占城也开始攻击胡朝的领地。制麻奴㐌難与黄晦卿、邓悉等人据化州抵抗，最终他兵败被杀。